# Stallion Road
Stallion Road (bra: Razões do Coração) é um filme de faroeste estadunidense dirigido por James V. Kern, escrito por Stephen Longstreet e estrelado por Ronald Reagan, Alexis Smith, Zachary Scott, Peggy Knudsen, Patti Brady e Harry Davenport. Foi lançado pela Warner Bros. em 12 de abril de 1947.

## Elenco
- Ronald Reagan ...Larry Hanrahan
- Alexis Smith ...Rory Teller
- Zachary Scott ...Stephen Purcell
- Peggy Knudsen ...Daisy Otis
- Patti Brady ...Chris Teller
- Harry Davenport ...Dr. Stevens
- Angela Greene ...Lana Rock
- Frank Puglia ...Pelon
- Ralph Byrd ...Richmond Mallard
- Lloyd Corrigan ...Ben Otis
- Fernando Alvarado ...Chico
- Matthew Boulton ...Joe Beasley
- Creighton Hale ...Party Guest (sem créditos)
- Jack Mower ...Jack (sem créditos)

## Produção
A produção do filme, que deveria começar em meados de março de 1946, foi adiada quando James Kern adoeceu após ser designado para dirigi-lo, atrasando assim a conclusão do roteiro final. O filme seria estrelado por Humphrey Bogart e Lauren Bacall, que foram suspensos pelo estúdio por recusar os papéis.